# Gaston Gerosa
Gaston Gerosa (Zurique, 15 de agosto de 1923 - data de morte desconhecida) foi um ciclista suíço.Gerosa competiu nos Jogos Olímpicos de Verão de 1948 em Londres, onde foi membro da equipe suíça de ciclismo que terminou em quinto lugar na perseguição por equipes de 4 km em pista.